# Rhodesia alboviridata
Rhodesia alboviridata – gatunek motyla nocnego z rodziny miernikowcowatych (Geometridae). Występuje na terenie Angoli, Komorów, Demokratycznej Republiki Konga, Etiopii, Gambii, Kenii, Madagaskaru, Malawi, Nigru, Senegalu, RPA, Tanzanii oraz Zimbabwe.